# Eduardo Rózsa-Flores
Eduardo Rózsa-Flores (Santa Cruz de la Sierra, 31 de março de 1960 – Santa Cruz de la Sierra, 16 de abril de 2009) foi um soldado, jornalista, ator, agente secreto, poeta e jornalista independente húngaro-boliviano. Participou da Guerra de Independência da Croácia.

## Guerra
No início da Guerra da Independência da Croácia, Rózsa-Flores - conhecido então como Jorge Eduardo Rózsa - trabalhou como correspondente do jornal La Vanguardia de Barcelona e da unidade espanhola do Serviço Mundial da BBC. Ele chegou à Iugoslávia em junho de 1991. Enquanto fazia reportagens e testemunhava a guerra civil lá, seu carro foi baleado.
No outono de 1991, ele se juntou à Guarda Nacional Croata em Osijek como seu primeiro voluntário estrangeiro e participou de várias batalhas na Eslavônia, principalmente defendendo Laslovo, onde montou a Primeira Unidade Internacional do exército croata.
Mais tarde, ele serviu como comandante das forças especiais. Ele foi ferido três vezes em batalha e obteve a patente de coronel em 1993. Notícias não confirmadas da imprensa o relacionaram à morte de dois jornalistas estrangeiros também na Croácia na época, o suíço Christian Würtenberg (que fazia parte da Primeira Unidade Internacional) e o fotógrafo britânico Paul Jenks.
Ele foi promovido a major e depois a coronel do exército croata. Ele foi oficialmente desmobilizado em 31 de julho de 1994.

## Filmes
- Bolse Vita (1996)
- Vizualizáció (1997)
- Kisváros (TV series) (1997) como "Karvaly"
- Chico (2001), no papel principal